# Lundtoft
Lundtoft is een voormalige gemeente in Denemarken. De oppervlakte bedroeg 137,15 km². De gemeente telde 6184 inwoners waarvan 3116 mannen en 3068 vrouwen (cijfers 2005). In 2007 ging de gemeente Lundtoft op in gemeente Aabenraa.